# Scardinius
 Scardinius és un gènere de peixos de la família dels ciprínids i de l'ordre dels cipriniformes.

## Taxonomia
- Scardinius acarnanicus (Economidis, 1991)[2]
- Scardinius dergle (Heckel & Kner, 1858)[3]
- Scardinius erythrophthalmus (Linnaeus, 1758)[4]
- Scardinius graecus (Stephanidis, 1937)[5]
- Scardinius hesperidicus (Bonaparte, 1845)[6]
- Scardinius knezevici (Bianco & Kottelat, 2005)[7]
- Scardinius plotizza (Heckel & Kner, 1858)[3]
- Scardinius racovitzai (Müller, 1958)[8]
- Scardinius scardafa (Bonaparte, 1837)[9][10][11][12][13]